# USS Gerald R. Ford (CVN-78)
«Джеральд Р. Форд» (англ. USS Gerald R. Ford (CVN-78)) — американский авианосец, головной корабль одноимённого типа, пришедшего на смену авианосцам типа «Нимиц». В настоящее время в составе флота. Корабль назван в честь 38-го президента США Джеральда Р. Форда, который служил в ВМС во время Второй мировой войны на борту лёгкого авианосца Монтерей, на Тихоокеанском театре военных действий.
Строительство началось 11 августа 2005 года, когда компания Northrop Grumman провела символическую резку 15-тонного листа, который стал частью корпуса корабля. Спущен на воду 9 ноября 2013 года. Введён в строй 31 мая 2017 года, заменив USS Enterprise (CVN-65), который закончил свою 51-летнюю службу в декабре 2012 года.

## История имени
В 2006 году, когда Джеральд Форд был ещё жив, сенатор от штата Виргиния Джон Уорнер предложил внести изменения в Закон об ассигнованиях на национальную оборону на 2007 год, предложив, что CVN-78 «должен быть назван USS Gerald Ford». В финальной версии закона, подписанного президентом Джоржем Бушем 17 октября 2006 года, говорилось что это только «мнение Конгресса что… CVN-78 должен быть назван USS Gerald Ford». Поскольку «выражение мнения» обычно ни к чему не обязывает и не имеет силу закона, ВМС не обязаны были называть корабль в честь Форда.
3 января 2007 года бывший Министр Обороны США Дональд Рамсфелд во время памятной речи в Епископальной Церкви Грейс, в городе Ист-Гранд-Рапидс (англ.: East Grand Rapids), штат Мичиган, объявил, что авианосец может быть назван в честь Форда. Рамсфелд отметил, что лично сказал об этом Форду во время визита к нему домой в Ранчо Мираж, за несколько недель до смерти Форда. Это делает авианосец одним из немногих кораблей США, названных в честь живущего человека. Позже ВМС США подтвердили, что авианосец может быть назван в честь бывшего президента. 16 января 2007 года министр ВМС США Дональд Винтер официально присвоил имя CVN-78 — USS Gerald R. Ford. Дочь Форда Сьюзан Форд была названа спонсором корабля. Объявление было сделано в Пентагоне, церемонию посетили: вице-президент Дик Чейни, сенаторы Уорнер (республиканец, Виргиния) и Левин (демократ, Мичиган), генерал-лейтенант Guy C. Swan III, Бейлс, трое других детей Форда и остальные.

## История

### Строительство
10 сентября 2008 ВМС США подписали контракт на $5,1 миллиарда на проектирование и строительство авианосца с компанией Northrop Grumman Shipbuilding, которая начала строительство авианосца заранее по контракту на $2,7 миллиарда в 2005 году. Строительство началось в компании Huntington Ingalls Industries (ранее Northrop Grumman) на верфи Newport News Shipbuilding (19 000 сотрудников), в городе Ньюпорт-Ньюс, штат Виргиния.
Киль нового корабля был торжественно заложен 14 ноября 2009 года в сухом доке № 12 дочерью Форда, Сьюзан Форд Бейлс. В своей речи к собравшимся рабочим и представителям министерства обороны она сказала: «Отец столкнулся со сложным вызовом — восстановить доверие к президентству и вылечить раны нации после Уотергейта, и только он знал как это сделать — с абсолютной честностью и неподкупностью. И это наследие мы вспоминаем сегодняшним утром.».
Как было заявлено в августе 2011, авианосец «конструктивно наполовину готов». В апреле 2012 года готовность оценивалась на 75 %. 24 мая 2012 была достигнута важная веха в завершении строительства корпуса корабля выше ватерлинии, когда носовая часть была поднята и установлена на место. Это была 390-я (из примерно полутысячи) грузоподъёмная операция цельных модульных частей (из которых собран корабль). 8 октября 2012 года Huntington Ingalls Industries в своём пресс-релизе доложили что они «достигли 87 % завершения конструкционных работ CVN-78 Gerald R. Ford». К 19 декабря 2012 конструкционные строительные работы достигли 90 %. «Из около 500 подъёмных работ, необходимых для завершения корабля, 446 были завершены.»
Установка рубки, изначально запланированная на 2012 год, прошла 26 января 2013.
9 апреля 2013 года взлётная палуба авианосца была завершена вслед за пристройкой верхней носовой секции, доведя корабль до 96%-й готовности конструкционных работ.
7 мая 2013 года последняя из 162 основных грузоподъёмных работ была завершёна, доведя корабль до 100%-й готовности конструкционных работ. Оставшиеся работы — покраска корпуса, работы по установке валов, завершение электрических работ, установка и наладка швартового оборудования и радарных антенн, и заполнение водой сухого дока.
11 июля 2013 года в продолжение традиций ВМФ США на авианосце была заварена капсула времени.
9 ноября 2013 года в 11:00 (по времени Восточного побережья) состоялась церемония спуска авианосца на воду, бутылку о борт корабля разбила Сьюзен Форд Бейз, дочь Джеральда Форда. Готовность корабля на этот момент, по заявлениям представителей ВМС США, составила 70 %.
В июне 2016 года агентство Bloomberg опубликовало новость, что авианосец не прошёл проверку боеспособности, его ввод был перенесён на 2017 год. В управлении операционного тестирования и оценки Минобороны США установили, что многие важные системы корабля имеют серьёзные неполадки, часть из которых можно устранить только перепроектированием. Проблемными являются системы взлёта и посадки самолётов (предварительно, взлётно-посадочная полоса нуждается в замене) и управления воздушным движением (катапультой), а также в системы самообороны корабля и доставки вооружений (специалистам комиссии не удалось провести испытания 11 подъёмников для боеприпасов). Электромагнитная катапульта корабля может произвести только 400 запусков, после чего с большой вероятностью даст сбой (вместо положенных 4166 взлётов). Аэрофинишёр может принять подряд 25 самолётов, после чего даст сбой (вместо положенных 1600 посадок). Также неизвестны возможности двухдиапазонной радиолокационной станции — радар тестировался только на суше, причём с незавершённым программным обеспечением.
8 апреля 2017 года авианосец впервые вышел в море на ходовые испытания.
31 мая 2017 года «Джеральд Р. Форд» введён в состав ВМС США. В церемонии ввода в эксплуатацию принимал участие действующий президент США Дональд Трамп. Он назвал авианосец «100 000-тонным посланием миру».

### Особенности конструкции
Изначально предполагалось, что «Джеральд Форд» заменит собой USS Энтерпрайз (CVN-65), который по состоянию на 2012 год прослужил в составе флота более 50 лет. Однако, эти планы не оправдались, «Энтерпрайз» был выведен из состава флота 1 декабря 2012 года.
Корабль оснащён электромагнитной катапультой EMALS на основе линейного электродвигателя. Она позволяет разгонять боевые самолёты более плавно и создаёт более щадящие нагрузки на конструкцию летательного аппарата.
Два новых реактора, разработанных для авианосца, способны производить на 25 % больше электроэнергии, чем энергоустановка авианосца предыдущего поколения. Запас мощности позволяет кораблю быстрее перезаряжать катапульты и запускать самолёты (может взять на борт до 90 самолётов и вертолётов).
С сокращением числа членов экипажа, эксплуатация авианосца должна будет обойтись США на 4 млрд долл. дешевле, чем его предшественника.
Планируемый срок службы «Джеральда Форда» тоже 50 лет, стоимость постройки трёх авианосцев нового класса составит примерно 42 млрд долл.

### Галерея
- Постройка CVN-78 «Джеральд Форд»
- Октябрь 2013 года, перед спуском на воду
- Выход на первые заводские испытания, 8 апреля 2017 года
- Выход на первые заводские испытания, 8 апреля 2017 года

### Проблемы
Во время испытаний авианосца «Джеральд Форд» с мая 2017 по январь 2019 года в 740 вылетах зафиксировано 20 сбоев электромагнитных катапульт. Сбои не привели к повреждениям самолётов и ранениям персонала, однако поставили под сомнение планируемое суточное количество боевых вылетов авианосца. Два сбоя привели к срыву операции и кратковременному прекращению полётов.
По состоянию на декабрь 2018 года на корабле не работают 11 новых электромагнитных подъёмников для перемещения боеприпасов на полётную палубу.

### Боевое применение

#### Северная Атлантика
4 октября 2022 года авианосец покинул свою базу в Норфолке и совершил переход в порт Галифакс (Канада).
3 мая 2023 года авианосная группировка отправилась в Осло (Норвегия) для участия в учениях НАТО.

#### Средиземное море
26 июня 2023 года корабли прибыли в Сплит (Хорватия).
8 октября 2023 года Ллойд Остин отдал новый приказ — выдвинуться в зону арабо-израильского конфликта.